# Nuntă pe valea Carașovei
Nuntă pe valea Carașovei este un film românesc din 1983 regizat de Slavomir Popovici.